# Ryo Toyama
Ryo Toyama (外山 凌 Toyama Ryo?), född 29 juli 1994 i Tokyo prefektur, är en japansk fotbollsspelare.
Toyama började sin karriär 2017 i Mito HollyHock. 2018 blev han utlånad till Blaublitz Akita. Han gick tillbaka till Mito HollyHock 2019.